# Bruno Uvini
Bruno Uvini, właśc. Bruno Uvini Bortolança (ur. 3 czerwca 1991 w Capivari) – piłkarz brazylijski, występujący na pozycji środkowego obrońcy.

## Kariera klubowa
Bruno Uvini piłkarską karierę rozpoczął w São Paulo FC w 2010. W barwach Sampy zadebiutował 30 września 2010 w przegranym 2-4 meczu w lidze brazylijskiej z Grêmio Porto Alegre zastępując w 81 min. Xandão. Przez następnych kilkanaście miesięcy Bruno Uvini rzadko pojawiał się w składzie São Paulo i zdążył w tym czasie rozegrać tylko 8 meczów w Brasileirao. Mimo tego 14 lutego 2012 został wypożyczony do końca sezonu 2011/12 przez angielski Tottenham Hotspur.
Klub z White Hart Lane uzyskał prawo do pierwokupu za sumę 3,7 miliona euro. Przygoda Bruno Uviniego z Kogutami nie była udana, gdyż nie zdołał on zadebiutować w Premier League i po zakończeniu sezonu powrócił do São Paulo. Uvini pod koniec sierpnia 2012 roku podpisał 5-letni kontrakt z włoskim zespołem Serie A. Był z niego wypożyczany do Sieny, Santosu FC i FC Twente. W 2016 trafił do An-Nassr.
| Sezon   | Klub              | Kraj     | Rozgrywki                     | Mecze | Bramki |
| ------- | ----------------- | -------- | ----------------------------- | ----- | ------ |
| 2010    | São Paulo FC      | Brazylia | Campeonato Brasileiro Série A | 2     | 0      |
| 2011    | São Paulo FC      | Brazylia | Campeonato Brasileiro Série A | 6     | 0      |
| 2011/12 | Tottenham Hotspur | Anglia   | Premier League                | 0     | 0      |
| 2012/13 | SSC Napoli        | Włochy   | Serie A                       | 0     | 0      |
| 2012/13 | AC Siena          | Włochy   | Serie A                       | 0     | 0      |
| 2013/14 | SSC Napoli        | Włochy   | Serie A                       | 1     | 0      |
| 2014    | Santos FC         | Brazylia | Campeonato Brasileiro Série A | 11    | 2      |
| 2014/15 | SSC Napoli        | Włochy   | Serie A                       | 0     | 0      |
| 2015/16 | FC Twente         | Holandia | Eredivisie                    | 33    | 2      |

## Kariera reprezentacyjna
Bruno Uvini w reprezentacji Brazylii zadebiutował 26 maja 2012 w wygranym 3-1 towarzyskim meczu z reprezentacją Danii.
| Mecze i gole w reprezentacji | Mecze i gole w reprezentacji | Mecze i gole w reprezentacji | Mecze i gole w reprezentacji | Mecze i gole w reprezentacji | Mecze i gole w reprezentacji | Mecze i gole w reprezentacji |
| #                            | Data                         | Miasto                       | Przeciwnik                   | Gol                          | Wynik                        | Rozgrywki                    |
| ---------------------------- | ---------------------------- | ---------------------------- | ---------------------------- | ---------------------------- | ---------------------------- | ---------------------------- |
| 1.                           | 26.05.2012                   | Hamburg                      | Dania                        |                              | 3:1                          | towarzyski                   |
| 2.                           | 03.06.2012                   | Dallas                       | Meksyk                       |                              | 0:2                          | towarzyski                   |
| 3.                           | 09.06.2012                   | East Rutherford              | Argentyna                    |                              | 3:4                          | towarzyski                   |

W lutym 2011 Bruno Uvini wraz z reprezentacją Brazylii U-20 wywalczył Mistrzostwo Ameryki Południowej U-20. Na turnieju w Peru Bruno Uvini wystąpił w 6 spotkaniach. W sierpniu Bruno Uvini wraz z kadrą U-20 zdobył Mistrzostwa Świata U-20. Na turnieju w Kolumbii Bruno Uvini wystąpił we wszystkich siedmiu meczach.